# Kahedjet
Kahedjet (alternativt Qahedjet) är horusnamnet på en farao som förmodligen härskade under Egyptens tredje dynasti.. Regeringslängden under andra hälften av tredje dynastin är omstridd bland egyptologer, och Kahedjets placering och identitet är mycket svår att fastställa.
Det har bara hittats ett enda fynd med Kahedjets namn; en stele av okänt ursprung som nu befinner sig i Louvren i Paris. På rent stilistika likheter med Djosers porträtt anses det att Kahedjet troligen var Hunis horusnamn, vilket aldrig hittats någon annanstans. Detta är dock mycket osäkert eftersom det även är möjligt att det var Neferkares eller Nebkas horusnamn.